# Destylacja zeotropowa

Zasada zeotropowej destylacji roztworu AB z czynnikiem rozdzielającym C

Destylacja zeotropowa – jeden z rodzajów destylacji z użyciem czynnika rozdzielającego, zmieniającego względne lotności składników rozdzielanej mieszaniny cieczy (surówka). W przypadku „destylacji zeotropowej” czynnik rozdzielający jest bardziej lotny od składników surówki i nie tworzy z nimi azeotropu (w przeciwieństwie do „destylacji ekstrakcyjnej” i „azeotropowej”). Jest odbierany ze szczytu kolumny wraz ze składnikiem lżejszym.
Przykład dotyczy rozdzielania dwuskładnikowej zeotropowej mieszaniny A + B, w której A jest składnikiem o niższej temperaturze wrzenia (bardziej lotnym). Rozdzielenie takich mieszanin jest trudne, gdy lotności obu składników są zbliżone. Niezbędne jest wówczas stosowanie wielopółkowych kolumn rektyfikacyjnych.
Do mieszaniny A + B wprowadza się trzeci składnik C, bardziej lotny od A, który w różnym stopniu zmienia lotności składników A i B. Od kształtu powierzchni pary nasyconej na wykresie fazowym temperatura-skład dla trójskładnikowego układu ciecz-para, zależy wielkość kolumn rektyfikacyjnych, które umożliwiają:
- etap 1 – oddzielenie mieszaniny lotnych składników A i C (dwuskładnikowy destylat) od mało lotnego B (ciecz wyczerpana z kolumny 1)
- etap 2 – rozdzielenie składników lotnych i odzyskanie czystego związku A (ciecz wyczerpana) i związku C (czynnik rozdzielający, zawracany do dolnej części kolumny 1 w postaci pary)[2].

Rozdzielanie składników mieszanin metodą destylacji zeotropowej jest łatwiejsze w sytuacjach, gdy czynnik rozdzielający tworzy układy z obszarami współistnienia faz ciekłych (heterozeotropy lub obszary ograniczonej mieszalności cieczy poniżej powierzchni temperatur wrzenia).